# Celosa con Flor Silvestre y otros éxitos
Celosa con Flor Silvestre y otros éxitos es el sexto álbum de estudio de la cantante mexicana Flor Silvestre, lanzado en 1966 por Discos Musart. El disco salió a la venta a partir del gran éxito de la versión de Flor Silvestre del clásico vals argentino «Celosa», y también recopila temas extraídos de Sencillos previamente grabados, entre ellos boleros, rancheras y canciones latinoamericanas con acompañamiento de mariachi.

## Lista de canciones
| Lado 1 |                                                        |                      |          |  |
| N.º    | Título                                                 | Escritor(es)         | Duración |  |
| 1.     | «Celosa» (con el Mariachi México)                      | Pablo Rodríguez      |          |  |
| 2.     | «Sinceridad» (con el Mariachi México)                  | Gastón Pérez         |          |  |
| 3.     | «Llorando por amor» (con el Mariachi México)           | Jorge Villamil       |          |  |
| 4.     | «La noche de mi amor» (con el Mariachi México)         | Dolores Duran        |          |  |
| 5.     | «¿Por qué, Dios mío?» (con el Mariachi Los Mensajeros) | Matías Peña Flores   |          |  |
| 6.     | «Luna y lejanía»                                       | J. Vicente Torrealba |          |  |

| Lado 2 |                                                       |                       |          |  |
| N.º    | Título                                                | Escritor(es)          | Duración |  |
| 1.     | «Río crecido» (con el Mariachi México)                | R. Fuentes, R. Méndez |          |  |
| 2.     | «Te necesito» (con el Mariachi México)                | Luis Demetrio         |          |  |
| 3.     | «Vámonos» (con el Mariachi Los Mensajeros)            | José Alfredo Jiménez  |          |  |
| 4.     | «Canción desesperada» (con el Mariachi México)        | E. S. Discépolo       |          |  |
| 5.     | «Cachito de mi vida» (con el Mariachi Los Mensajeros) | Pepe Albarrán         |          |  |
| 6.     | «La señal de la cruz» (con el Mariachi México)        | M. Méndez Vigo        |          |  |

## Posicionamiento en listas
| País           | Lista                                     | Mejor posición |
| -------------- | ----------------------------------------- | -------------- |
| Estados Unidos | Record World Latin American LP Hit Parade | 11             |